# Šivati
Šivati is een plaats in de gemeente Žminj in de Kroatische provincie Istrië. De plaats telt 87 inwoners (2001).